# Francisca Imboden
Francisca María Imboden Fernández (née le 31 juillet 1971 à Viña del Mar) est une actrice chilienne.

## Biographie
Fille de Juan Carlos Imboden et Maria Isabel Fernandez, elle a étudié, avec ses sœurs Catalina et Ignacia, au Collège Français de Viña del Mar, aujourd'hui l'Alliance Française Jean d'Alembert.
Elle a étudié et est diplômée de l'Ecole de Théâtre à l'Université pontificale catholique du Chili, et a fait ses débuts d'acteur professionnel dans la telenovela Oro Verde de TVN en 1997.
En 2010, elle a joué, pour la Televisión Nacional de Chile, dans la telenovela 40 y tantos, mais n'a pas renouvelé le contrat pour 2011.
L'actrice a rejoint Canal 13 pour jouer le rôle de Susy Leiva dans l'émission Peleles.
Elle est chroniqueuse et correspondante dans divers médias dont le magazine "Puntonet" sous son pseudonyme "Franca".
Elle est actuellement mariée au cinéaste chilien Patricio Riesco et mère de deux filles et un fils.

## Filmographie
| Films | Films                          | Films          | Films           | Films |
| Année | Titre                          | Rôle           | Réalisateur     |       |
| ----- | ------------------------------ | -------------- | --------------- | ----- |
| 2004  | Mon ami Machuca                | María Ignacia  | Andrés Wood     |       |
| 2004  | Infieles                       | Andrea         | Christine Lucas |       |
| 2004  | La Isla                        |                | Alex Leyton     |       |
| 2004  | Tendida, Mirando las Estrellas |                | Andrés Racz     |       |
| 2006  | Fuga                           | Georgina       | Pablo Larraín   |       |
| 2009  | El Vuelo del Poeta             | Raquel Señoret | Marcelo Ferrari |       |

## Télévision

### Telenovelas
| Telenovelas | Telenovelas             | Telenovelas                               | Telenovelas |
| Année       | Titre                   | Rôle                                      | Chaîne      |
| ----------- | ----------------------- | ----------------------------------------- | ----------- |
| 1997        | Oro Verde               | Alejandra Solari                          | TVN         |
| 1998        | Iorana                  | Susana Peñailillo                         | TVN         |
| 1999        | La fiera                | Blanca Chamorro                           | TVN         |
| 2000        | Romané                  | María Salomé                              | TVN         |
| 2001        | Pampa Ilusión           | Isidora Fuenzalida                        | TVN         |
| 2002        | El Circo de las Montini | Jessica Mardones                          | TVN         |
| 2003        | Pecadores               | Dolores "Lola" Barriga / Elisa Cienfuegos | TVN         |
| 2004        | Destinos Cruzados       | Fedora Goycolea                           | TVN         |
| 2005        | Versus                  | Irene Yáñez                               | TVN         |
| 2006        | Entre medias            | Renata Sepúlveda                          | TVN         |
| 2007        | Alguien te mira         | Josefa "Pepi" Morandé                     | TVN         |
| 2009        | ¿Dónde está Elisa?      | Olivia Domínguez                          | TVN         |
| 2009-2010   | Conde Vrolok            | Victoria Buzeta                           | TVN         |
| 2010-2011   | 40 y tantos             | Rosario Elizalde                          | TVN         |
| 2011        | Peleles                 | Susana "Sussy" Leiva                      | Canal 13    |
| 2013        | Las Vega's              | Verónica Díaz                             | Canal 13    |
| 2015        | Papá a la deriva        | Rosario Quevedo                           | Mega        |
| 2016-2017   | Señores Papis           | Maricarmen Riveros                        | Mega        |

### Séries et unitaires
| Séries télévisées | Séries télévisées        | Séries télévisées    | Séries télévisées |
| Année             | Titre                    | Rôle                 | Chaîne            |
| ----------------- | ------------------------ | -------------------- | ----------------- |
| 1997              | Historias de Sussy       |                      | TVN               |
| 2001              | Oveja negra              | Sor Sarita           | TVN               |
| 2003              | Cuentos de Mujeres       | Renata               | TVN               |
| 2004              | JPT: Justicia Para Todos | Bernardita de Orrego | TVN               |
| 2004              | Loco por ti              | Fran Ovalle          | TVN               |
| 2013              | El hombre de tu vida     | Gloria Morales       | Canal 13          |
| 2015              | Príncipes de barrio      | Bernardita Elizalde  | Canal 13          |

### Émissions
| Émissions de télévision | Émissions de télévision | Émissions de télévision | Émissions de télévision |
| Année                   | Titre                   | Rôle                    | Chaîne                  |
| ----------------------- | ----------------------- | ----------------------- | ----------------------- |
| 2002                    | De pe a pa              | Elle-même - Invitée     | TVN                     |
| 2011                    | Sin Maquillaje          | Elle-même - Invitée     | TVN                     |
| 2012                    | Zona de Estrellas       | Elle-même - Invitée     | Zona Latina             |

## Publicité
- Farmacias Ahumada (2012) : Protagoniste